# Guillermo Paiva
Guillermo Paiva Ayala (Presidente Franco, 17 de agosto de 1997) conocido simplente como "Guillo" es un futbolista paraguayo. Juega como delantero y su club actual es Junior de la Categoría Primera A de la liga Colombiana.

## Trayectoria
Oriundo de Presidente Franco, se formó en las divisiones inferiores de Olimpia, debutando en el primer equipo el año 2018, año en que participó en 4 partidos y marcó un gol ante Sol de América. En enero de 2019 se anuncia su cesión por una temporada al Zamora FC de la Primera División de Venezuela. En enero de 2020, se anuncia su cesión al Náutico brasileño. En diciembre del mismo año se anunció que su cesión no fue renovada; Sin embargo, en abril de 2021 se anuncia su regreso al equipo brasileño.
Su cesión con el conjunto brasilero terminó en diciembre de 2021. Luego de dos temporadas en el Rey de Copas, en febrero de 2024 es anunciada su cesión a Colo-Colo de la Primera División de Chile.

## Selección nacional
Con la selección sub-20 de Paraguay jugó en el Sudamericano Sub-20 de 2017, disputando 3 partidos sin marcar goles.

#### Participaciones en Sudamericanos
| Competencia                 | Sede    | Resultado    | PJ | Goles | Asistencias |
| --------------------------- | ------- | ------------ | -- | ----- | ----------- |
| Sudamericano Sub-20 de 2017 | Ecuador | Primera fase | 3  | 0     | 0           |

## Estadísticas
Actualizado al último partido disputado el 18 de agosto de 2025.
| Club                  | Div.          | Temporada     | Liga  | Liga  | Liga   | Copa Nacional | Copa Nacional | Copa Nacional | Copa Internacional | Copa Internacional | Copa Internacional | Total | Total | Total  |
| Club                  | Div.          | Temporada     | Part. | Goles | Asist. | Part.         | Goles         | Asist.        | Part.              | Goles              | Asist.             | Part. | Goles | Asist. |
| --------------------- | ------------- | ------------- | ----- | ----- | ------ | ------------- | ------------- | ------------- | ------------------ | ------------------ | ------------------ | ----- | ----- | ------ |
| Olimpia Paraguay      | 1.ª           | 2018          | 3     | 1     | 0      | 1             | 2             | 0             | —                  | —                  | —                  | 4     | 3     | 0      |
| Olimpia Paraguay      | 1.ª           | 2021          | 3     | 1     | 0      | —             | —             | —             | —                  | —                  | —                  | 3     | 1     | 0      |
| Olimpia Paraguay      | 1.ª           | 2022          | 39    | 13    | 2      | —             | —             | —             | 11                 | 2                  | 1                  | 50    | 15    | 3      |
| Olimpia Paraguay      | 1.ª           | 2023          | 29    | 5     | 1      | 2             | 0             | 0             | 7                  | 4                  | 1                  | 38    | 9     | 2      |
| Olimpia Paraguay      | 1.ª           | 2024          | 3     | 0     | 0      | —             | —             | —             | —                  | —                  | —                  | 3     | 0     | 0      |
| Olimpia Paraguay      | Total         | Total         | 77    | 20    | 3      | 3             | 2             | 0             | 18                 | 6                  | 2                  | 98    | 28    | 5      |
| Zamora FC · Venezuela | 1.ª           | 2019          | 13    | 3     | 1      | —             | —             | —             | 6                  | 2                  | 1                  | 19    | 5     | 2      |
| Zamora FC · Venezuela | Total         | Total         | 13    | 3     | 1      | 0             | 0             | 0             | 6                  | 2                  | 1                  | 19    | 5     | 2      |
| Náutico · Brasil      | 2.ª           | 2020          | 26    | 4     | 3      | 2             | 0             | 1             | —                  | —                  | —                  | 28    | 4     | 4      |
| Náutico · Brasil      | 2.ª           | 2021          | 27    | 4     | 1      | —             | —             | —             | —                  | —                  | —                  | 27    | 4     | 1      |
| Náutico · Brasil      | Total         | Total         | 53    | 8     | 4      | 2             | 0             | 1             | 0                  | 0                  | 0                  | 55    | 8     | 5      |
| Colo-Colo · Chile     | 1.ª           | 2024          | 24    | 3     | 1      | 8             | 1             | 3             | 13                 | 1                  | 0                  | 45    | 5     | 4      |
| Colo-Colo · Chile     | Total         | Total         | 24    | 3     | 1      | 8             | 1             | 3             | 13                 | 1                  | 0                  | 45    | 5     | 4      |
| Junior · Colombia     | 1.ª           | 2025          | 27    | 7     | 2      | 1             | 0             | 1             | 1                  | 2                  | 0                  | 29    | 9     | 3      |
| Junior · Colombia     | Total         | Total         | 27    | 7     | 2      | 1             | 0             | 1             | 1                  | 2                  | 0                  | 29    | 9     | 3      |
| Total carrera         | Total carrera | Total carrera | 194   | 41    | 11     | 14            | 3             | 5             | 38                 | 11                 | 3                  | 246   | 55    | 19     |

## Palmarés

### Campeonatos Estaduales
| Título                  | Club    | Estado     | Año  |
| ----------------------- | ------- | ---------- | ---- |
| Campeonato Pernambucano | Náutico | Pernambuco | 2021 |

### Campeonatos nacionales
| Título             | Club      | País     | Año  |
| ------------------ | --------- | -------- | ---- |
| Torneo Apertura    | Olimpia   | Paraguay | 2018 |
| Torneo Clausura    | Olimpia   | Paraguay | 2018 |
| Torneo Clausura    | Olimpia   | Paraguay | 2022 |
| Primera División   | Colo-Colo | Chile    | 2024 |
| Supercopa de Chile | Colo-Colo | Chile    | 2024 |